# Az év magyar szövetségi kapitánya
Az év magyar szövetségi kapitánya díjat 1995 óta minden évben a Magyar Sportújságírók Szövetsége tagjainak szavazata alapján, egy magyar szövetségi kapitány kapja meg.A 2015-ös évtől a díjat összevonták Az év magyar edzője díjjal.

## Díjazottak
| Év   | Szövetségi kapitány | Sportág    |
| ---- | ------------------- | ---------- |
| 1995 | Vajda Vilmos        | Kajak-kenu |
| 1996 | Széchy Tamás        | Úszás      |
| 1997 | Szántó Imre         | Ökölvívás  |
| 1998 | Angyal Zoltán       | Kajak-kenu |
| 1999 | Kemény Dénes        | Vízilabda  |
| 2000 | Kemény Dénes        | Vízilabda  |
| 2001 | Angyal Zoltán       | Kajak-kenu |
| 2002 | Angyal Zoltán       | Kajak-kenu |
| 2003 | Kemény Dénes        | Vízilabda  |
| 2004 | Kemény Dénes        | Vízilabda  |
| 2005 | Faragó Tamás        | Vízilabda  |
| 2006 | Angyal Zoltán       | Kajak-kenu |
| 2007 | Angyal Zoltán       | Kajak-kenu |
| 2008 | Kemény Dénes        | Vízilabda  |
| 2009 | Egervári Sándor     | Labdarúgás |
| 2010 | Kiss László         | Úszás      |
| 2011 | Storcz Botond       | Kajak-kenu |
| 2012 | Mocsai Lajos        | Kézilabda  |
| 2013 | Benedek Tibor       | Vízilabda  |
| 2014 | Storcz Botond       | Kajak-kenu |

## Többszörös nyertesek
|    | Név           | Sportág    | Győzelmek |
| -- | ------------- | ---------- | --------- |
| 1. | Angyal Zoltán | Kajak-kenu | 5         |
| 1. | Kemény Dénes  | Vízilabda  | 5         |
| 3. | Storcz Botond | Kajak-kenu | 2         |